# Phyllosome
 (février 2023).
Si vous disposez d'ouvrages ou d'articles de référence ou si vous connaissez des sites web de qualité traitant du thème abordé ici, merci de compléter l'article en donnant les références utiles à sa vérifiabilité et en les liant à la section « Notes et références ».

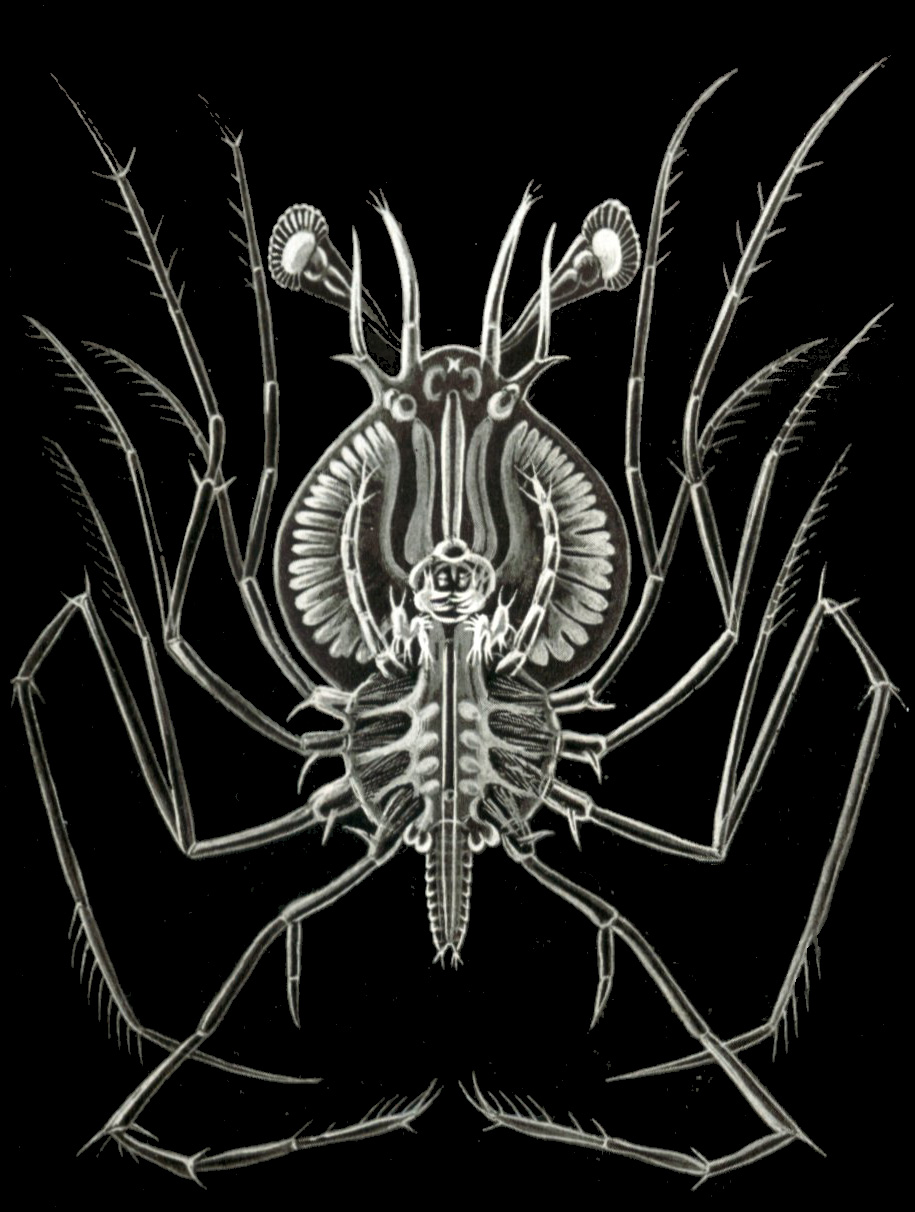
Une phyllosome dans les Formes artistiques de la nature d'Ernst Haeckel (planche 76, Thoracostraca).

Les phyllosomes sont les larves planctoniques des langoustes et des cigales de mer. De forme aplatie (étymologiquement, le nom signifie « corps en forme de feuille ») et translucides, les phyllosomes étaient considérées au XIXe siècle comme des espèces à part entière. Les phyllosomes sont transportées par les courants mais peuvent contrôler leur déplacement vertical.